# 田川市立伊田小学校
田川市立伊田小学校（たがわしりつ いたしょうがっこう）は、福岡県田川市伊田に位置する公立の小学校。

## 概要
歴史
1937年（昭和12年）に「伊田尋常高等小学校分教場」として発足。1940年（昭和15年）に伊田尋常高等小学校より分離の上、「伊田中部尋常高等小学校」として独立。数回の改組・改称を経て、現校名となったのは、1950年（昭和25年）。創立年は源流を同じくする田川市立鎮西小学校（旧・伊田南部尋常高等小学校）と同じ1875年（明治8年）としており、2025年（令和7年）に創立150周年を迎える。
校訓
「自律・協同・奉仕」
校章
中央に「小」の文字を配している。
校歌
1956年（昭和31年）制定。作詞は星野定義、作曲は池田勝重による。歌詞は3番まであり、歌詞中に校名は登場しない。
通学区域
住所表記で田川市の後に「魚町、伊田町、番田町、寿町、川端町、下伊田、鉄砲町、東町、桐ヶ丘、蛍ヶ丘、糸飛」が続く地区。中学校区は田川市立田川東中学校（2023年（令和5年）4月開校）。

## 沿革
- 1875年（明治8年）- 創立。

1937年（昭和12年）より前の沿革については田川市立鎮西小学校#沿革を参照。
- 1937年（昭和12年）4月 - 伊田渡りに「伊田尋常高等小学校 分教場」が設置される。尋常科1～4年生を収容。
- 1940年（昭和15年）4月1日 -「伊田中部尋常高等小学校」として分離・独立。
- 1941年（昭和16年）4月 - 国民学校令施行により、「伊田中部国民学校」に改称。尋常科を初等科に改める。
- 1943年（昭和18年）11月3日 - 田川郡2町（伊田・後藤寺）の合併により、「田川市」が発足。
- 1947年（昭和22年）
  - 2月 - 給食を開始。
  - 4月1日 - 学制改革が行われる（六・三制の実施）
    - 国民学校初等科は、新制小学校「田川市立伊田中部小学校」に改組・改称。
    - 国民学校高等科は、青年学校普通科とともに、新制中学校「田川市立伊田中学校」に改組・改称。
- 1948年（昭和23年）- 父母教師会が発足。
- 1950年（昭和25年）4月1日 - 「田川市立伊田小学校」（現校名）に改称。
- 1952年（昭和27年）- 福岡学芸大学田川分校代用附属小学校となる。
- 1956年（昭和31年）- 校旗を新調。校歌を制定。
- 1958年（昭和33年）- 相撲場が完成。
- 1966年（昭和41年）- 福岡教育大学田川分校代用附属と改称。
- 1972年（昭和47年）- 福岡教育大学田川分校代用附属校を返上。
- 1982年（昭和57年）- 新校舎が完成。
- 1989年（平成元年）- 創立105年・分離独立50周年記念事業を実施。
- 1993年（平成5年）- 「風雪のみち」石碑が完成。
- 2006年（平成18年）- 福岡県立大学との連携教育活動を開始。
- 2010年（平成22年）- 太陽光発電施設を整備。
- 2016年（平成28年）- 体育館横裏門が完成。

## 交通アクセス
最寄りの鉄道駅
- JR九州 日田彦山線 「田川伊田駅」

最寄りの幹線道路
- 国道322号 「県土整備事務所」交差点

## 周辺
- 福岡県立大学
- 福岡県田川県土整備事務所
- 彦山川

## 参考資料
- 「田川市誌」（1954年（昭和29年）12月1日発行, 田川市）p.358～p.359
- 「田川市史 下巻」（1979年（昭和54年）3月1日発行, 田川市）